# Дерново (Вологодская область)
Дерново — деревня в Великоустюгском районе Вологодской области.
Входит в состав Теплогорского сельского поселения, с точки зрения административно-территориального деления — в Теплогорский сельсовет.
Расстояние по автодороге до районного центра Великого Устюга — 74 км, до центра муниципального образования Теплогорья — 4 км. Ближайшие населённые пункты — Конаново, Ватаманово, Дружково.
По переписи 2002 года население — 1 человек.